# باول هانسن
باول هانسن هو مغني أوبرا وممثل دنماركي، ولد في 3 أبريل 1886 في كوبنهاغن في الدنمارك، وتوفي في 11 نوفمبر 1967 في هلسنكي في فنلندا.

## وصلات خارجية
- باول هانسن على موقع IMDb (الإنجليزية)
- باول هانسن على موقع قاعدة بيانات الفيلم (الإنجليزية)
- باول هانسن على موقع كينوبويسك (الروسية)